# 吴式枢
吴式枢（1923年5月27日—2009年2月27日），江西宜黄人，理论物理学家，吉林大学教授。主要从事原子核理论特别是核多体理论方面的研究与教学工作。

## 生平
1944年毕业于同济大学。1951年获美国伊利诺伊大学博士学位。1980年当选为中国科学院院士（学部委员）。